# Ricardo Díaz Mourelle
Ricardo Díaz Mourelle (Buenos Aires; 1949) es un actor y dramaturgo argentino. Su hija es la actriz Julieta Díaz.

## Carrera
Mourelle empezó a estudiar teatro desde muy joven a los 28 años. Se lució en piezas como El nuevo mundo, Lo que mata es la humedad, El pasajero del barco del Sol, Última Luna, La resistible ascensión de Arturo UI, Hamlet, Los siete locos y  Tomar la Fábrica (de la que además fue dramaturgo).
En cine tuvo unas recordadas participaciones en películas como Apariencias con Adrián Suar y Andrea del Boca, Nueve reinas con Gastón Pauls y Ricardo Darín, Taxi, un encuentro con Diego Peretti, El corredor nocturno con Leonardo Sbaraglia y Miguel Ángel Solá, y Juan y Eva con Osmar Núñez y Julieta Díaz. En la pantalla grande argentina fue dirigido por Carlos Saura, Gabriela David, Alberto Lecchi, Fabián Bielinsky, Walter Salles, Eduardo Mignogna, Paula de Luque, Sebastián Schindel, entre otros.
En televisión, participó en ciclos como Tiempo final, Por el nombre de Dios, Operación rescate, Vientos de agua, Padre Coraje, Soy gitano, Los simuladores, Conflictos modernos, La Casa, Mujeres asesinas, Silencios de familia y Pequeña Victoria .

## Vida personal
Está casado con María Bernarda Hermida, una terapeuta floral, con quien tiene una hija, la actriz Julieta Díaz, nacida en 1977. Además tiene una nieta, fruto de la relación de su hija con Brent Federighi.

## Filmografía
- 2025: Corazón delator.
- 2014: El patrón: radiografía de un crimen.
- 2011: Juan y Eva
- 2011: La segunda muerte
- 2009: El corredor nocturno
- 2007: Norma Arrostito, la Gaby.
- 2007: La mano de Dios.
- 2007: Encarnación
- 2005: El viento
- 2004: Diarios de motocicleta
- 2000: Taxi, un encuentro
- 2000: Nueve reinas.
- 2000: Apariencias.
- 2000: Bajo tierra.
- 1998: Tango, no me dejes nunca.
- 1995: Geisha.

## Televisión
- 2019: Pequeña Victoria.
- 2016: Ahí afuera
- 2016: Silencios de familia.
- 2016: Conflictos modernos.
- 2015: La casa.
- 2015: La verdad
- 2014: Embarcados a Europa
- 2012: La dueña.
- 2011: Cuando me sonreís.
- 2007: Mujeres asesinas, ep Blanca, perdida.
- 2006: Vientos de agua.
- 2006: Hermanos y detectives.
- 2005: Mujeres asesinas, ep. Graciela Hammer, incendiaria y Cristina, rebelde.
- 2004: Padre Coraje.
- 2003: Soy gitano.
- 2002: Los simuladores, ep. El joven simulador.
- 2002: 099 Central.
- 2000: Primicias.
- 2000: Okupas.
- 1999: Por el nombre de Dios.
- 1998/1999: Gasoleros.
- 1998: Tiempo Final.
- 1998: Operación rescate.

## Teatro
- Tontos por amor
- El nuevo mundo.
- Sacco y Vanzetti.
- Lo que mata es la humedad.
- Fuenteovejuna.
- Telémaco o el padre ausente.
- Gris de ausencia.
- El pasajero del barco del Sol.
- Babilonia.
- Amarillo.
- Última Luna.
- El tubo azul.
- Democracia.
- La resistible ascensión de Arturo UI.
- Hamlet.
- Los indios estaban cabreros.
- Los siete locos.
- Tomar la Fábrica.